# Trạng thái thuần
Trong cơ học lượng tử đặc biệt là trong lí thuyết thông tin lượng tử, độ thuần khiết một trạng thái lượng tử chuẩn hoá là một đại lượng vô hướng được định nghĩa bởi
{\displaystyle \gamma \,\equiv \,\operatorname {tr} (\rho ^{2})}
trong đó {\displaystyle \rho } là ma trận mật độ của trạng thái và {\displaystyle \operatorname {tr} } là toán tử vết. Độ thuần khiết định nghĩa một phép đo trên các trạng thái lượng tử, thể hiện thông tin về mức độ pha tạp của một trạng thái.

## Tính chất toán học
Độ thuần khiết của một trạng thái lượng tử chuẩn hoá thoả mãn {\displaystyle {\frac {1}{d}}\leq \gamma \leq 1}, trong đó {\displaystyle d} là số chiều của không gian Hilbert xác định nên trạng thái. Chặn trên được suy ra từ {\displaystyle \operatorname {tr} (\rho )=1} và {\displaystyle \operatorname {tr} (\rho ^{2})\leq \operatorname {tr} (\rho )}.
Nếu {\displaystyle \rho } là một phép chiếu và xác định một trạng thái thuần thì chặn trên bão hoà và {\displaystyle \operatorname {tr} (\rho ^{2})=\operatorname {tr} (\rho )=1}. Chặn dưới đạt được khi trạng thái pha tạp hoàn toàn và được biểu diễn bằng ma trận {\displaystyle {\frac {1}{d}}I_{d}}.
Độ thuần khiết của trạng thái lượng tử được bảo toàn qua phép biến đổi ma trận đơn vị trên ma trận mật độ; phép biến đổi này có dạng {\displaystyle \rho \mapsto U\rho U^{\dagger }\,}, trong đó {\displaystyle U} là ma trận đơn vị, nghĩa là khi nhân với ma trận liên hợp chuyển vị của chính nó thì được {\displaystyle UU^{\dagger }=I}. Trường hợp đặc biệt, độ thuần khiết được bảo toàn qua toán tử tiến hoá thời gian {\displaystyle U(t,t_{0})=e^{{\frac {-i}{h}}H(t-t_{0})}}, trong đó {\displaystyle H} là toán tử Hamilton.

## Ý nghĩa vật lý
Một trạng thái thuần khiết có thể dược biểu diễn chỉ bằng một véc-tơ {\displaystyle |\psi \rangle } trong không gian Hilbert. Trong công thức ma trận mật độ, một trạng thái thuần khiết được biểu diễn bằng ma trận
{\displaystyle \rho _{\operatorname {pure} }=|\psi \rangle \langle \psi |.}
Tuy vậy, mỗi trạng thái pha tạp không thể biểu diễn theo cách đó được, mà phải biểu diễn dưới dạng tổ hợp lồi của các trạng thái thuần khiết
{\displaystyle \rho _{\operatorname {mixed} }=\Sigma _{i}p_{i}|\psi _{i}\rangle \langle \psi _{i}|,}
với điều kiện chuẩn hoá là {\displaystyle \Sigma _{i}p_{i}=1}. Tham số thuần khiết tương quan với các hệ số như sau: Nếu một và chỉ một hệ số bằng 1 thì trạng thái là thuần khiết. Trái lại, nếu độ thuần khiết là {\displaystyle {\frac {1}{d}}} thì trạng thái pha tạp hoàn toàn, nghĩa là
{\displaystyle \rho _{\operatorname {completely\,mixed} }=\Sigma _{i=1}^{d}{\frac {1}{d}}|\psi _{i}\rangle \langle \psi _{i}|={\frac {1}{d}}I_{d},}
trong đó {\displaystyle |\psi _{i}\rangle } là các véc-tơ {\displaystyle d} chiều trực giao tạo thành một hệ véc-tơ cơ sở cho không gian Hilbert.

## Biểu diễn hình học
Trên khối cầu Bloch, các trạng thái thuần được biểu diễn bằng những điểm trên bề mặt khối cầu trong khi các trạng thái pha tạp được biểu diễn bằng những điểm nằm bên trong khối cầu (bên dưới bề mặt).
Do vậy, độ thuần khiết của một trạng thái có thể được đo bằng khoảng cách đến điểm gần nhất trên bề mặt khối cầu.
Ví dụ, trạng thái pha tạp hoàn toàn của qubit {\displaystyle {\frac {1}{2}}I_{2}} được biểu thị bằng tâm của khối cầu.  

## Mối liên hệ với các khái niệm khác

### Entropy tuyến tính
Độ thuần khiết có mối liên hệ tầm thường với entropy tuyến tính {\displaystyle S_{L}} theo công thức sau
{\displaystyle \gamma =1-S_{L}.}
1. ↑  Jaeger, Gregg (15 tháng 11 năm 2006). Quantum Information: An Overview (bằng tiếng Anh). Springer Science & Business Media. ISBN 978-0-387-35725-6.
2. ↑  Cappellaro, Paola (2012). “Lecture notes: Quantum Theory of Radiation Interactions, Chapter 7: Mixed states” (PDF). ocw.mit.edu. Truy cập ngày 26 tháng 11 năm 2016.